# La verità non basta
La verità non basta (The Affair) è un romanzo del 2011 di Lee Child; è stato scritto come sedicesimo libro, ma è il prequel della serie che ha come protagonista Jack Reacher, ex poliziotto militare, girovago, duro e giusto.

## Trama
Reacher, ufficiale della Polizia Militare USA, è stato inviato in Mississippi per indagare sull’omicidio di Janice May Chapman, una giovane stuprata e sgozzata vicino alla base di Fort Kelham. Fingendosi un veterano alla ricerca di un ex commilitone, Reacher conosce lo Sceriffo, la stupenda ex Marine Elizabeth Deveraux, che subito lo individua come il militare incaricato di lavorare in incognito ed eventualmente nascondere le prove che l'assassino possa essere un militare della base.